# Geszti-patak
A Geszti-patak a Bükk-vidéken ered, Borsodgeszt településtől északra, Borsod-Abaúj-Zemplén vármegyében, mintegy 170 méteres tengerszint feletti magasságban. A patak Borsodgeszten keresztülfolyva déli, majd délkeleti irányban Vatta településtől délnyugatra éri el a Csincse-patakot. A patak része az Eger–Laskó–Csincse-vízrendszernek és ezen belül az Eger-patak vízgyűjtő területéhez tartozik. Az egyetlen település, amelyen keresztülfolyik, az Borsodgeszt.

## Lefolyása

### Vízrajzi adatai
A patak teljes hossza 13 km. Vízgyűjtő területe 27,8 km2. Közepes vízhozama 0,05 m3/s. A legkisebb 0, a legnagyobb vízhozama 15 m3/s a torkolatnál.

## Állatvilága
A patak halfaunáját a következő halak alkotják: domolykó (Leuciscus cephalus), kövi csík (Barbatula barbatula), tiszai küllő (Gobio carpathicus).